# Рок-планета!
«Рок-планета!» — музыкальный сборник российской рок-группы «Элизиум», выпущенный в 2004 году в честь её 8-летия. Сборник представляет собой компиляцию лучших песен «Элизиума» с его первых трёх альбомов «Домой!», «Все острова!» и «Космос»; при этом, половина сборника «Рок-планета!» вмещает ряд новых, на момент его выхода, песен, а также ремейки старых композиций группы.
Сборник, изданный лейблом «АиБ Records», появился в продаже 20 января 2004 года. Несколько раньше был выпущен ограниченный тираж сборника в 2 000 экземпляров, которые можно было приобрести только 12 декабря 2003 года в день презентации «Рок-планеты!» и празднования 8-летия группы «Элизиум». В июле 2004 года вышел второй тираж сборника «Рок-планета!» с двумя бонус-треками.

## Об альбоме
Группа «Элизиум» записывала сборник «Рок-планета!» в июле и августе 2003 года, одновременно с записью сплит-альбома «Электричка на Марс». Целью группы было выпустить к своему 8-летнему юбилею официальный сборник лучших песен (пока подобное не сделают какие-либо пираты), чтобы люди, ранее не слышавшие «Элизиума», смогли ознакомиться с его творчеством, послушав известные хиты группы. Так, в сборник вошли песни из всех трёх выпущенных на тот момент студийных альбомов «Элизиума»: две песни из дебютного альбома «Домой!» (1998) и по четыре из альбомов «Все острова!» (2002) и «Космос» (2003).
Одновременно с этим, «Элизиум» расценивал «Рок-планету!» как новый альбом группы, представляющий большой интерес для своих постоянных слушателей, поскольку часть сборника включала в себя и новые песни, которые не появятся на будущих авторских студийных альбомах. Пять из них были совершенно новые и не исполнялись ранее: «Обратная сторона Луны», «Море наступает», «Дождь» (целиком исполненная бэк-вокалисткой «Элизиума» Ксенией Сидориной), «Волшебные деньги», «Моё оружие». Трек «Электричка», являющийся кавер-версией песни группы «Ульи», был записан для сплит-альбома «Электричка на Марс», релиз которого впоследствии оказался отложен на целый год. Текст песни «Я пришёл домой» сочинялся ещё в первые годы существования «Элизиума»; песню планировалось включить в переиздание альбома «Домой!» как непосредственное продолжение композиции «Я иду домой», но впервые она была записана именно на «Рок-планете!». Помимо новых песен, на альбоме присутствовали полностью перезаписанные старые композиции группы, выбор которых для сборника «Элизиум» предоставил непосредственно фанатам: ими стали урезанная на треть «Я иду домой» вместе с песнями «Я кричу» и «Ярко горят» с дебютного альбома «Домой!», а также тяжёлая версия песни «Ska для кислотных девочек».

## Выпуск и презентация
8-летие группы «Элизиум», в честь которого был записан сборник «Рок-планета!», проходило 12 декабря 2003 года в развлекательном комплексе CDK МАИ в Москве — праздничный концерт одновременно являлся презентацией альбома. Помимо самого «Элизиума», на сцене сыграли, открывая концерт, группы «Червона рутта», «Лампасы» и «Приключения Электроников». В ходе концерта участники других групп исполнили ряд песен вместе с Элизиумом: Андрей Шабаев из тех же коллективов «Червона рутта» и «Приключения Электроников», Дмитрий Спирин («Тараканы!»), Дмитрий Кежватов, Владимир Родионов («Ульи»), Олег Иваненко («ФИГИ»), Дмитрий Судзиловский («Sozvezdие»). Песню «Ярко горят», появившуюся на дебютном альбоме «Элизиума» и получившую новую версию на «Рок-планете!», исполнили бывшие участники группы Екатерина Зудина и Дмитрий Калёнов. Другой экс-музыкант «Элизиума», барабанщик Игорь Тарасов, находился на сцене весь концерт, подпевая и подыгрывая на бубне, а затем принял активное участие в песне «Альпинист». Помимо исполнения репертуара из предыдущих альбомов, группа «Элизиум» отыграла новые песни с альбома «Рок-планета!». Обозреватель сайта Punk Gazetka назвал стопроцентным хитом песню «Дождь», в которой Ксения Сидорина полностью раскрыла вокальные данные, песню «Моё оружие» приравнял к «злому» дебютному альбому «Элизиума», а также сообщил, что редактору сайта особенно понравилась ироничная песня «Волшебные деньги» о людях, живущих только своим финансовым положением.
Сборник «Рок-планета!» был выпущен лейблом «АиБ Records» 20 января 2004 года — в этот день компакт-диск и аудиокассета с альбомом официально появились в продаже в магазинах страны. Однако, предварительно группа «Элизиум» настояла на том, чтобы музыкальный лейбл выпустил специальный ограниченный тираж сборника в 2 000 экземплярах, которые можно было приобрести по низкой цене на концерте в CDK МАИ во время презентации 12 декабря 2003 года. В июле 2004 года в свободной продаже появился второй тираж альбома «Рок-планета!», отличающийся от первого наличием двух бонус-треков: полюбившейся публике песни «На Марс» со сплит-альбома «Электричка на Марс» и сокращённой радио-версией песни «Я пришёл домой».

## Список композиций
Жирным шрифтом выделены новые песни и ремейки старых композиций, впервые появившиеся на сборнике. На сайте группы в списке композиций «Рок-планеты!» представлены только эти треки, без компиляции песен с предыдущих альбомов.
| №                   | Название                                        | Длительность |
| ------------------- | ----------------------------------------------- | ------------ |
| 1.                  | «Обратная сторона Луны»                         | 2:53         |
| 2.                  | «Море наступает»                                | 1:58         |
| 3.                  | «Дождь»                                         | 2:51         |
| 4.                  | «Волшебные деньги»                              | 2:54         |
| 5.                  | «Моё оружие»                                    | 2:20         |
| 6.                  | «Ярко горят» (новая версия)                     | 3:28         |
| 7.                  | «Ska для кислотных девочек» (новая версия)      | 2:57         |
| 8.                  | «Альпинист» (Все острова!)                      | 2:25         |
| 9.                  | «Куда теряется мечта?» (Космос)                 | 2:17         |
| 10.                 | «Как бы всё?» (Все острова!)                    | 2:16         |
| 11.                 | «Ослепительный мир» (Космос)                    | 3:48         |
| 12.                 | «Острова» (Все острова!)                        | 3:24         |
| 13.                 | «Время не ждёт» (Космос)                        | 2:21         |
| 14.                 | «Не грусти!» (Все острова!)                     | 2:41         |
| 15.                 | «Интересно» (Космос)                            | 4:42         |
| 16.                 | «Электричка» (кавер-версия песни группы «Ульи») | 4:25         |
| 17.                 | «Я иду домой» (новая версия)                    | 3:15         |
| 18.                 | «Я кричу» (новая версия)                        | 2:58         |
| 19.                 | «Я пришёл домой»                                | 4:07         |
| 20.                 | «Не моя любовь» (Домой!)                        | 3:58         |
| 21.                 | «Mon amour, ma vie» (Домой!)                    | 4:20         |
| Общая длительность: | Общая длительность:                             | 66:28        |

| №   | Название                                     | Длительность |
| --- | -------------------------------------------- | ------------ |
| 22. | «На Марс» (кавер-версия песни группы «Ульи») | 2:56         |
| 23. | «Я пришёл домой» (радио-версия)              | 3:28         |

## Участники записи
Исполнители
- Дмитрий «Дракол» Кузнецов — бас-гитара;
- Александр «Пропеллер» Телехов — вокал;
- Сергей «Глаза» Сухонин — гитара;
- Александр «Комар» Комаров — труба;
- Сергей Тремасов — тромбон;
- Алексей «Младшой» Кузнецов — барабаны, перкуссия;
- Ксения «КсЮ» Сидорина — бэк-вокал, вокал.

Производство
- Запись и сведение — Максим Созонов †, студия «Тонмейстер» (Нижний Новгород);
- Мастеринг — Андрей Шабаев;
- Продюсирование — Дмитрий Кузнецов, Алексей Кузнецов;
- Обложка — Алексей Корепов и Дмитрий Кузнецов (дизайн), Юрий Юсупов и Punk Gazetka (фотографии).